# Universitat de Kingston
La universitat de Kingston, oficialment i en anglès Kingston University London, és una universitat de recerca pública situada a Kingston upon Thames, a Londres (Regne Unit). Va ser fundada el 1899, convertint-se en universitat el 1992, després d'haver estat la Politècnica de Kingston (Kingston Polytechnic). Els quatre campus que componen el centre es troben a Kingston i Roehampton. Hi ha una gran varietat de graus i postgraus en cinc facultats, així com d'altres curses d'extensió universitària.